# Halowe Mistrzostwa Świata w Lekkoatletyce 2022 – skok o tyczce mężczyzn
Skok o tyczce mężczyzn – jedna z konkurencji technicznych rozgrywanych podczas halowych lekkoatletycznych mistrzostw świata w Štark Arena w Belgradzie.
Tytułu mistrzowskiego z 2018 nie broni Francuz Renaud Lavillenie.

## Terminarz
| Data     | Godzina |       |
| -------- | ------- | ----- |
| 20 marca | 16:35   | Finał |

## Rekordy
W poniższej tabeli przedstawiono (według stanu przed rozpoczęciem mistrzostw) halowe rekordy świata, poszczególnych kontynentów, halowych mistrzostw świata oraz najlepszy wynik na listach światowych w 2022.
|                                   | Zawodnik           | Wynik | Miejsce   | Data                |
| --------------------------------- | ------------------ | ----- | --------- | ------------------- |
| Halowy rekord świata              | Armand Duplantis   | 6,19  | Belgrad   | 7 marca 2022(dts)   |
| Rekord halowych mistrzostw świata | Renaud Lavillenie  | 6,02  | Portland  | 17 marca 2016(dts)  |
| Halowy rekord Afryki              | Okkert Brits       | 5,90  | Liévin    | 16 lutego 1997(dts) |
| Halowy rekord Ameryki Południowej | Thiago Braz        | 5,93  | Berlin    | 13 lutego 2016(dts) |
| Halowy rekord Ameryki Północnej   | Christopher Nilsen | 6,05  | Rouen     | 5 marca 2022(dts)   |
| Halowy rekord Australii i Oceanii | Steve Hooker       | 6,06  | Boston    | 7 lutego 2009(dts)  |
| Halowy rekord Azji                | Igor Potapowicz    | 5,92  | Sztokholm | 19 lutego 1998(dts) |
| Halowy rekord Europy              | Armand Duplantis   | 6,19  | Belgrad   | 7 marca 2022(dts)   |
| Listy światowe                    | Armand Duplantis   | 6,19  | Belgrad   | 7 marca 2022(dts)   |

## Wyniki
| WR – rekord świata \| CR – rekord mistrzostw świata \| NR – rekord kraju \| AR – rekord kontynentu \| WL – najlepszy wynik na listach światowych w sezonie 2022 \| SB – najlepszy wynik w sezonie \| PB – rekord życiowy |

### Finał
Źródło: World Athletics.
| Pozycja | Zawodnik              | Reprezentacja     | 5,45 | 5,60 | 5,75 | 5,85 | 5,90 | 5,95 | 6,05 | 6,20 | Wynik | Uwagi |
| ------- | --------------------- | ----------------- | ---- | ---- | ---- | ---- | ---- | ---- | ---- | ---- | ----- | ----- |
| 01 !    | Armand Duplantis      | Szwecja           | –    | o    | –    | o    | –    | o    | o    | xxo  | 6,20  | WR    |
| 02 !    | Thiago Braz           | Brazylia          | –    | o    | o    | xo   | –    | xxo  | xxx  |      | 5,95  | AR    |
| 03 !    | Christopher Nilsen    | Stany Zjednoczone | o    | o    | o    | o    | xo   | xxx  |      |      | 5,90  |       |
| 4.      | Valentin Lavillenie   | Francja           | o    | o    | xo   | xo   | xxx  |      |      |      | 5,85  | PB    |
| 5.      | Ben Broeders          | Belgia            | o    | o    | o    | xx-  | x    |      |      |      | 5,75  | SB    |
| 5.      | Menno Vloon           | Holandia          | o    | o    | o    | xxx  |      |      |      |      | 5,75  |       |
| 7.      | Kurtis Marschall      | Australia         | xo   | o    | o    | xxx  |      |      |      |      | 5,75  |       |
| 8.      | Sondre Guttormsen     | Norwegia          | o    | xxo  | o    | xxx  |      |      |      |      | 5,75  |       |
| 9.      | Oleg Zernikel         | Niemcy            | xo   | o    | xxo  | xxx  |      |      |      |      | 5,75  |       |
| 10.     | KC Lightfoot          | Stany Zjednoczone | o    | o    | xxx  |      |      |      |      |      | 5,60  |       |
| 10.     | Pål Haugen Lillefosse | Norwegia          | o    | o    | xxx  |      |      |      |      |      | 5,60  |       |
| 12.     | Thibaut Collet        | Francja           | o    | xo   | xxx  |      |      |      |      |      | 5,60  |       |
| 13.     | Torben Blech          | Niemcy            | o    | xxo  | xxx  |      |      |      |      |      | 5,60  |       |